# Список объектов всемирного наследия ЮНЕСКО в Намибии
В списке объектов всемирного наследия ЮНЕСКО в Намибии значится 2 наименования, что составляет около 0,2 % от общего числа (1248 на 2025 год). Кроме этого, по состоянию на 2017 год, 8 объектов на территории Намибии находятся в числе кандидатов на включение в список всемирного наследия.

## Список
В данной таблице объекты расположены в порядке их добавления в список всемирного наследия ЮНЕСКО.
| # | Изображение | Название                    | Местоположение  | Время создания          | Год внесения в список | №      | Критерии         |
| - | ----------- | --------------------------- | --------------- | ----------------------- | --------------------- | ------ | ---------------- |
| 1 |             | Твифелфонтейн Twyfelfontein | Область: Кунене | IV тысячелетие до н. э. | 2007                  | № 1255 | iii, vi          |
| 2 |             | Намиб Namib Sand Sea        | Область: Кхомас | природный               | 2013                  | № 1430 | vii, viii, ix, x |

## Кандидаты в список
В таблице объекты расположены в порядке их добавления в предварительный список. В данном списке указаны объекты, предложенные правительством Намибии в качестве кандидатов на занесение в список всемирного наследия.
| # | Изображение | Название                                                                        | Местоположение                      | Тип        | Год внесения в список | №      |
| - | ----------- | ------------------------------------------------------------------------------- | ----------------------------------- | ---------- | --------------------- | ------ |
| 1 |             | Гора Брандберг Brandberg Mountain                                               | Область: Эронго                     | природный  | 2002                  | № 1744 |
| 2 |             | Каньон Фишривер Fish River Canyon                                               | Область: Карас                      | природный  | 2002                  | № 1745 |
| 3 |             | Вельвичия Welwitschia Plains                                                    | Область: Карас                      | природный  | 2002                  | № 1747 |
| 4 |             | Морская экосистема Бенгельского течения Benguela Current Marine Ecosystem Sites | Области: Карас, Эронго              | природный  | 2016                  | № 6094 |
| 5 |             | Солончак Этоша Etosha pan                                                       | Области: Кунене, Ошикото            | природный  | 2016                  | № 6095 |
| 6 |             | Культурный ландшафт бушменов Sān Living Cultural Landscape                      | Область: Очосондьюпа                | культурный | 2016                  | № 6096 |
| 7 |             | Охраняемые природные территории региона Кару Succulent Karoo Protected Areas    | Область: Карас                      | природный  | 2016                  | № 6097 |
| 8 |             | Дельта Окаванго Okavango Delta                                                  | Область: Замбези, Восточное Каванго | природный  | 2016                  | № 6098 |